# Sylvain Marcaillou

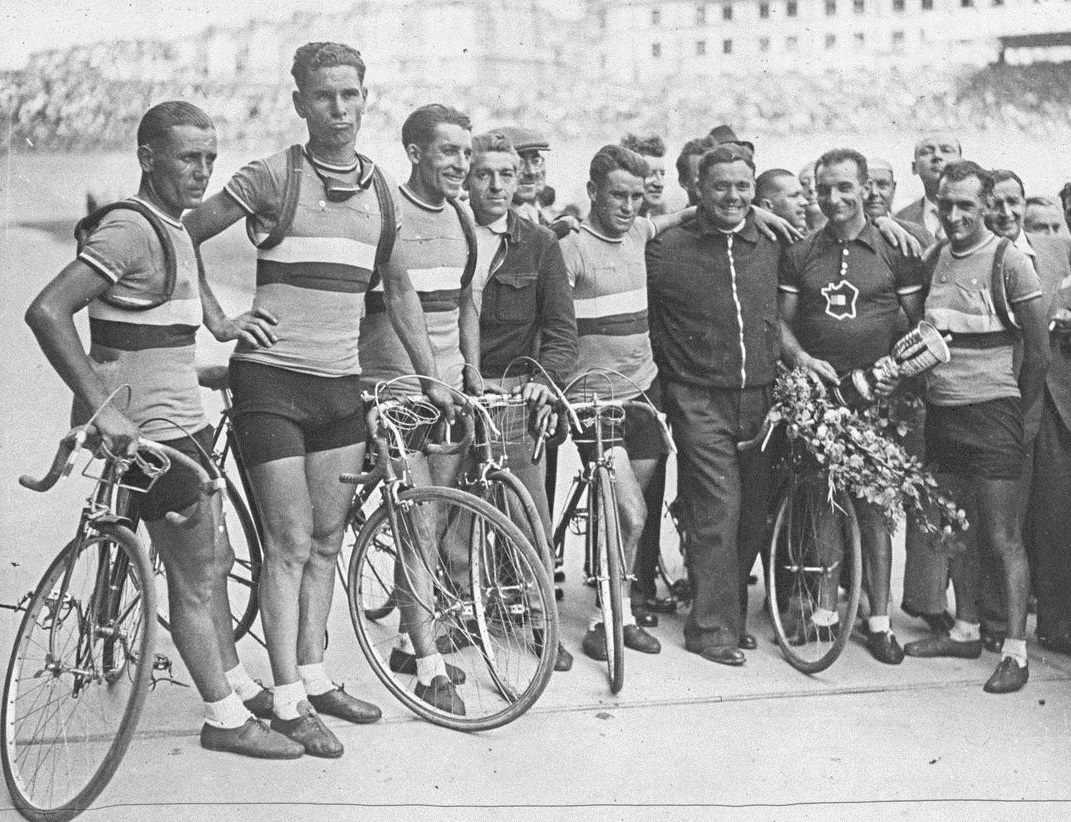
von links nach rechts: Robert Tanneveau, Emile Gamard, Sylvain Marcaillou, Pierre Cloarec, Roger Lapébie, Paul Chocque

Sylvain Marius Francois Marcaillou (* 8. Februar 1911 in Toulouse; † 28. September 2007 ebenda) war ein französischer Radrennfahrer und Sportlicher Leiter.

## Sportliche Laufbahn
Marcaillou war Straßenradsportler. 1932 wurde er Berufsfahrer im Radsportteam France-Sport. Er blieb bis 1945 als Radprofi aktiv. Marcaillou gewann die Eintagesrennen Grand Prix d’Algier 1934, Ruffec–Bordeaux und Trouville–Paris 1936, Bordeaux–Saintes 1937, Paris–Angers und Bordeaux–Pau 1938, Paris–Rennes 1939. 1936 holte er einen Etappensieg bei Paris–Saint-Étienne. 1937 wurde er hinter Roger Lapébie Zweiter im Etappenrennen Paris–Nizza.
Die Tour de France bestritt er fünfmal. 1934 wurde er 34., 1936 12., 1937 5. und 1939 7. der Gesamtwertung. 1938 schied er aus.

## Berufliches
Von 1950 bis 1952 war er Sportlicher Leiter im Radsportteam Marcaillou.